# Cramérova–Woldova věta
Cramérova–Woldova věta je matematická věta v teorii míry, která říká, že Borelovská pravděpodobnostní míra na {\displaystyle \mathbb {R} ^{k}} je jednoznačně dána souhrnem svých jednorozměrných projekcí. Věta se používá pro důkaz tvrzení o sdružených konvergencích. Věta je pojmenovaná po Haraldu Cramérovi a Hermanu Ole Andreasu Woldovi.
Nechť
{\displaystyle {\overline {X}}_{n}=(X_{n1},\dots ,X_{nk})}
a
{\displaystyle \;{\overline {X}}=(X_{1},\dots ,X_{k})}
jsou náhodné vektory dimenze k. Pak {\displaystyle {\overline {X}}_{n}} konverguje v rozdělení k {\displaystyle {\overline {X}}} právě tehdy, když:
{\displaystyle \sum _{i=1}^{k}t_{i}X_{ni}{\overset {D}{\underset {n\rightarrow \infty }{\rightarrow }}}\sum _{i=1}^{k}t_{i}X_{i}.}
pro každé {\displaystyle (t_{1},\dots ,t_{k})\in \mathbb {R} ^{k}}, neboli pokud každá pevná lineární kombinace souřadnic {\displaystyle {\overline {X}}_{n}} konverguje v rozdělení k odpovídající lineární kombinaci souřadnic {\displaystyle {\overline {X}}}.
Pokud {\displaystyle {\overline {X}}_{n}} nabývá hodnot v {\displaystyle \mathbb {R} _{+}^{k}}, pak tvrzení platí také pro {\displaystyle (t_{1},\dots ,t_{k})\in \mathbb {R} _{+}^{k}}.